# Turdina pit-rogenca
La turdina pit-rogenca (Gypsophila rufipectus) és un ocell de la família dels pel·lorneids (Pellorneidae).

## Hàbitat i distribució
Habita els boscos de les muntanyes de l'oest de Sumatra.